# Tophit plus

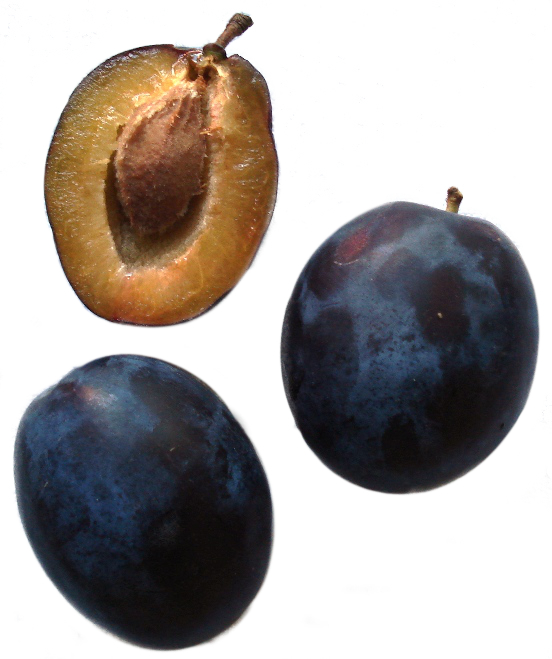
Pflaumen der Sorte Top Hit plus

Tophit plus (meist nur als Tophit oder Top Hit bezeichnet) ist eine Pflaumen-Sorte, die 1987 von Helmut Jacob in der Forschungsanstalt für Garten- und Weinbau in Geisenheim aus einer Kreuzung von Čačaks Beste und President gezüchtet wurde.
Es handelt sich um eine scharka-tolerante Pflaumen-Sorte u. a. als Ersatz der Sorten Hauszwetschge und President.
Die sehr großen (bis hühnereigroßen) Früchte reifen spät, sind eiförmig bis länglich, bei Reife blau und bereift. Das Fruchtfleisch ist gelb, saftig und gut kernlösend.
Der Baum wächst mittelstark und eignet sich für alle Erziehungsformen. Wegen des hohen Fruchtansatzes sollte die Sorte ausgedünnt werden.